# Ређина Елена (Вибо Валенција)
Ређина Елена је насеље у Италији у округу Вибо Валенција, региону Калабрија.
Према процени из 2011. у насељу је живело 50 становника. Насеље се налази на надморској висини од 427 м.